# Avco Records
Avco Records est un label de musique américain.

## Histoire
Avco Records est créé en 1968 par Hugo Peretti, Luigi Creatore et le producteur de film Joseph E. Levine.
En 1970, Avco publie un album de rock psychédélique du groupe Bead Game, intitulé Welcome. L'artiste de plus connu de Avco reste le groupe de soul The Stylistics.
Hugo Peretti et Luigi Creatore rachète le label en 1976 et le rebaptise H&L Records. En 1978, H&L Records ferme ses portes pour cause de faillite. En 1984, Amherst Records, Inc. de Buffalo, New York acquiert le catalogue musical de AVCO/H&L Records.